# Britney/Brittany
Britney/Brittany je druhá epizoda druhé série a celkově dvacátá čtvrtá epizoda amerického televizního seriálu Glee. Epizodu napsal a režíroval tvůrce seriálu, Ryan Murphy, byla poprvé vysílána 28. září 2010 na televizním kanálu Fox a vzdává hold Britney Spears. Členka sboru,, Brittany Pierce (Heather Morris) zažije u zubaře po anestezii halucinace, ve kterých se objevuje jako Spears v jejích ikonických momentech a následují jí ještě někteří další členové sboru. Hlavní zpěváci Rachel (Lea Michele) a Finn (Cory Monteith) zažívají ve svém vztahu první problémy a vedoucí sboru, Will Schuester (Matthew Morrison) začne žárlit na nového přítele výchovné poradkyně Emmy Pillsbury (Jayma Mays), doktora Carla Howella (John Stamos).
Po epizodě Síla Madonny z první série, která slouží jako pocta Madonně, se Murphy rozhodl pro další dvě věnované epizody v druhé sérii Glee, tato je první z nich. Oslovil Spears kvůli použití jejich písní v epizodě a nazval ji jednou z nejzásadnějších zpěvaček dekády, která inspirovala mnoho mladých lidí ze seriálu, aby se věnovali hudební kariéře. Spears má v epizodě několikrát cameo, když se objevuje ve snových sekvencích studentů. Tato epizoda byla také velkým zviditelněním pro Heather Morris, protože její role Brittany byla dříve často v pozadí, ale se začátkem nové série byla povýšena mezi hlavní role, protože je její postava velmi oblíbena fanoušky.
Epizoda obsahuje sedm hudebních vystoupení a z toho šest bylo vydáno jako singl. Epizodu v den vysílání sledovalo 13,51 milionů amerických diváků, což z ní dělá třetí nejsledovanější epizodu seriálu a získala smíšené reakce od kritiků. ToddVanDerWerff z The A.V. Club kritizoval přehlížení zápletky a nesourodá hudební čísla, nicméně James Poniewozik z Time chválil epizodu za to, že zahrnuje svou přirozenou fantazii. Tim Stack z Entertainment Weekly byl zděšen velkou podobností s videy Britney Spears a řekl, že preferuje originální interpretace a ztvárnění v seriálu. Aly Semigran z MTV naopak cítila, že vystoupení "I'm a Slave 4 U" bylo jedno z nejlepších v historii seriálu. Coververze "...Baby One More Time" od Michele sklidila negativní reakce, zatímco její výkon v písni "The Only Exception" od Paramore byl dobře hodnocený. Cameo Spears bylo oceněno smíšenými reakcemi a někteří kritici byli dokonce potěšeni, že se již v seriálu neobjeví. Výkon Heather Morris si získal přízeň a chválu kritiků, zvláště za její taneční schopnosti.

## Děj epizody

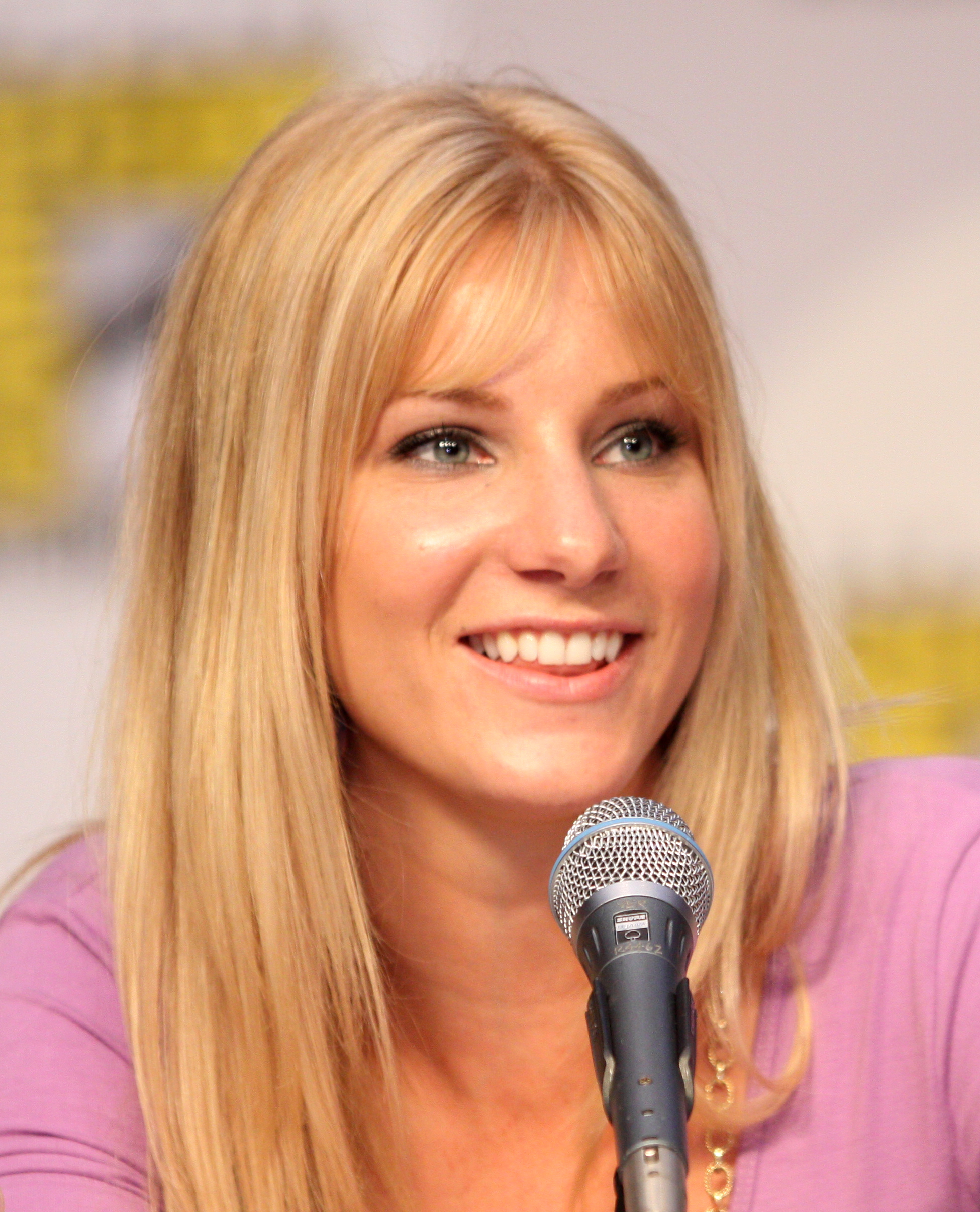
"Britney/Brittany" je první epizodou, ve které zpívá Heather Morris

Když se vedoucí sboru Will Schuester pokusí zadat jako úkol dospělou hudbu, ale Kurt Hummel (Chris Colfer) ho upozorní, že na Facebooku založil skupinu, která žádá, aby sbor zpíval jako úkol píseň od Britney Spears. Will odmítá a trvá na tom, že Spears je pro žáky špatným vzorem. Podpoří ho i členka klubu Brittany, která prozradí, že její celé jméno je Brittany Susan Pierce (po zkrácení Brittany S. Pierce, které se čte stejně jako Britney Spears) a je vždy smutná, že nikdy nebude tak úspěšná jako podobně pojmenovaná popová hvězda.
Will poté diskutuje o Spears se školní výchovnou poradkyní Emmou Pillsbury. Když jsou v její kanceláři, potkává se s jejím novým přítelem, zubařem Carlem Howellem, který mu nabíne, že ve sboru pohovoří o ústní hygieně. Jeho test objeví, že Brittany, Rachel a Artie (Kevin McHale) mají poškozenou ústní dutinu a vyžadují návštěvu zubaře. Když je Brittany dána anestezie, aby ji Carl mohl opravit zuby, Brittany zažije halucinaci, ve které zpívá "I'm a Slave 4 U" od Britney Spears. Později se ke Carlovi do ordinace vrací se svou kamarádkou Santanou Lopez (Naya Rivera) a společně sdílí halucinaci, ve které mají duet v písni "Me Against the Music" a kde se objeví i sama Spears. Brittany se cítí setkáním povzbuzena a začne se ve sboru chovat více asertivně a sebevědomě.
Rachel se cítí zrazena, když zjistí, že se její přítel Finn opět přidal k fotbalistům a bojí se ukončení jejich vztahu, když bude Finn opět populární. Poté, co navštíví zubaře a zažije svou vlastní halucinaci, ve které zpívá "...Baby One More Time", se Rachel začne oblékat více provokativně. Její nový vzhled je okolím přijat velice pozitivně a trenérka roztleskávaček Sue Sylvester (Jane Lynch) najde školního bloggera Jacoba Bena Israele (Josh Sussman, jak masturbuje v knihovně u videa s Rachel. Rachel změní názor a podporuje Finna, aby se přidal opět k fotbalovému týmu. Artieho halucinace u zubaře ho představuje v písni "Stronger" jako člena fotbalového týmu. Trenérka Shannon Beiste (Dot Jones) nakonec do týmu přijímá Finna i Artieho, i přes fakt, že je Artie na invalidním vozíku. Rachel začne žárlit na množství pozornosti, které se k Finnovi opět dostává po návratu k týmu a rozhodne se otestovat jeho věrnost. Pošle za ním jeho bývalou přítelkyni Quinn (Dianna Agron), aby ho svedla. Uleví se jí, když ji Finn odmítne a jako omluvu mu zpívá "The Only Exception" od Paramore.
Protože mu Emma řekla, aby více odpočíval, tak se Will dozví, že si Carl nedávno koupil nový Chevrolet Corvette a koupí si jeden i pro sebe. Konfrontuje ho jeho bývalá manželka Terri (Jessalyn Gilsig), která trvá na tom, že by měl auto vrátit a přestat plýtvat jejich společnými úsporami. Když Will vidí, jaký pozitivní efekt má Spears na žáky, dovolí jim, aby vystupovali před školou s písní "Toxic" a stane se i součástí představení, s myšlenkou, že ohromí Emmu. Když jsou studenti včetně Jacoba a Lauren Zizes (Ashley Fink) z vystoupení sexuálně vzrušení, Sue spustí požární poplach a všichni jsou nuceni opustit školu. Později hrozí Willovi, že ho bude žalovat za zranění v úprku. Emma řekne Willovi, aby se přestal snažit být někým, kým není. Will vrací nové auto a řekne sboru, že už nikdy nebudou zpívat žádné číslo od Britney Spears.

## Seznam písní
- "I'm a Slave 4 U"
- "Me Against the Music"
- "...Baby One More Time"
- "Sailing"
- "Stronger"
- "Toxic"
- "The Only Exception"

## Hrají
- Dianna Agron – Quinn Fabray
- Chris Colfer – Kurt Hummel
- Jane Lynch – Sue Sylvester
- Jayma Mays – Emma Pillsburry
- Kevin McHale – Artie Abrams
- Lea Michele – Rachel Berry
- Cory Monteith – Finn Hudson
- Heather Morris – Brittany Pierce
- Matthew Morrison – William Schuester
- Mike O'Malley – Burt Hummel
- Amber Riley – Mercedes Jones
- Naya Rivera – Santana Lopez
- Mark Salling – Noah "Puck" Puckerman
- Jenna Ushkowitz – Tina Cohen-Chang

## Natáčení
Během první série Glee seriál složil poctu Madonně v epizodě Síla Madonny. Ryan Murphy plánoval dvě věnované epizody pro druhou sérii: "Britney/Brittany" a druhou, která se bude vysílat po Super Bowlu v únoru 2011. Mnoho mladých lidí z obsazení seriálu bylo inspirováno právě Britney Spears, aby se začali věnovat hudební kariéře. Murphy řekl, že to byl nápad Spears použít pro seriál její písně a vysvětlil: "Myslím si, že ona miluje to, o čem seriál je, skládání holdu popové kultuře ve velmi milující, respektované a milé cestě. Odpověděla na to." Popsal Spears jako "pravděpodobně nejdůležitější žena [hudebnice] jiná než Lady Gaga v posledních deseti letech" a komentoval, že epizoda není zaměřena jen na její hudbu, ale také na její image na veřejnosti.
V květnu 2010 řekl Matthew Morrison v rozhovoru pro magazín US Weekly, že doufá, že v Glee nezazní žádná z písniček Britney Spears. Murphy založil na jeho komentářích to, že jeho postava Will stráví celou epizodu, tím, že odolává přáním studentů zazpívat si tyto písně. Willův příběh s Chevroletem Corvette se podílí na productu placement od společnosti General Motors, která se od roku 2009 stala inzerentem a sponzorem seriálu.
Herci dostali scénář k epizodě 26. července 2010 a Murphy začal režírovat 2. srpna 2010. Spears své hostující scény natáčela 18. a 19. srpna 2010. Murphy řekl, že: "V srdci toho všeho je seriál navržen, aby ukázal schopnosti Heather Morris". Předtím, než se objevila v Glee, byla Morris doprovodnou tanečnicí pro Beyoncé Knowles. Původně byla najata do seriálu jen jako choreografka, aby naučila herce Chrise Colfera a Jennu Ushkowitz tanec na píseň "Single Ladies". O týden později byla obsazena jako roztleskávačka Brittany. Morris měla v první sérii vedlejší roli a od druhé série patří už mezi role hlavní. Na letní tiskové konferenci asociace televizních kritiků v roce 2010 Murphy řekl, že Brittany bude mít v nové sérii "nové zápletky", protože diváci o ní chtěli vědět více.
John Stamos se v této epizodě poprvé objevil v Glee. Hraje Carla Howella, zubaře a přítele Emmy. Mezi další vedlejší role, které se v epizodě objevily, patřili Mike Chang (Harry Shum mladší), ředitel Figgins (Iqbal Theba), trenérka Shannon Beiste (Dot Jones), školní reportér Jacob Ben Israel (Josh Sussman), roztleskávačka Becky Jackson (Lauren Potter), školní tyrani Dave Karofsky (Max Adler) a Azimio (James Earl) a studentka Lauren Zizes (Ashley Fink). V epizodě se také objevil účastník soutěže So You Think You Can Dance, Mark Kanemura, který se objevil jako doprovodný tanečník.

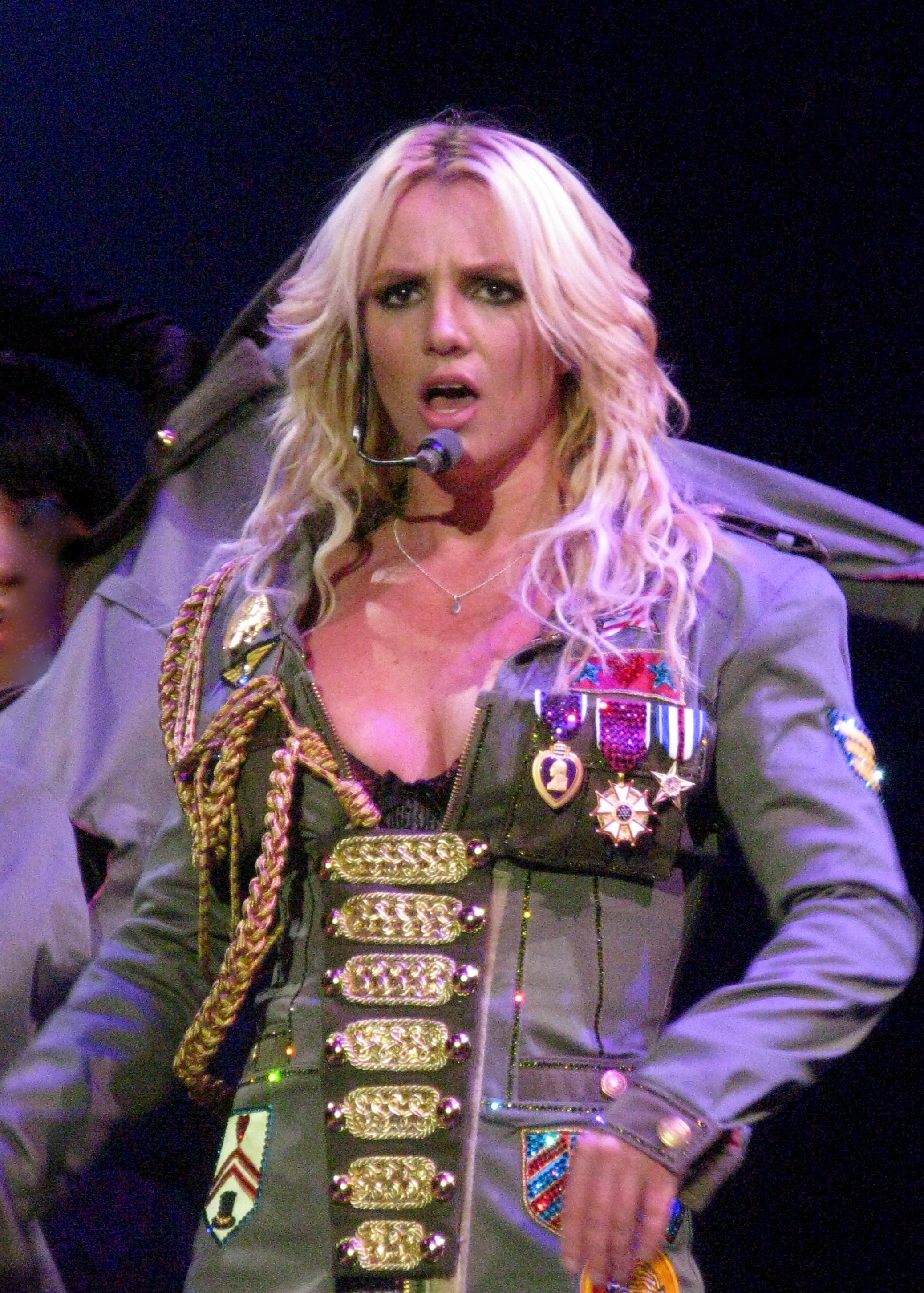
Camea Britney Spears získaly smíšené reakce od kritiků

## Hudba
Epizoda zahrnuje pět písní od Britney Spears, dvě z nich zpívala Heather Morris. K písně "Stronger", "...Baby One More Time", "Toxic", "I'm a Slave 4 U" a "Me Against the Music" (featuring Madonna) byly vytvořeny coververze. "The Only Exception" od Paramore a "Sailing" od Christophera Crosse také zazněly v epizodě. Všechny písně kromě "Sailing" byly vydány jako singly a jsou dostupné ke stažení. Všechny písně kromě "I'm a Slave 4 U", "...Baby One More Time" a "Sailing" jsou obsaženy na albu Glee: The Music, Volume 4. Britney Spears a frontmantka skupiny Paramore, Hayley Williams chválili epizodu přes internetovou sociální síť Twitter a schvalovali využití jejich písní.
Tim Stack z Entertainment Weekly cítil, že vystoupení s písněmi "I'm a Slave 4 U" a "Me Against the Music" nebylo moc vydařené, a že podle jeho názoru jsou nejlepšími hudebními čísly v Glee ty, které jsou originální a jiné, radši, než imitovat původní verzi. Ačkoliv chválil tanec Morris, cítil, že epizoda ji prozradila jako "ne standout zpěvačku". Naopak, Erica Futterman z Rolling Stone si užila přímé zábavy ikonických momentů Spears v "I'm a Slave 4 U" a Aly Semigran z MTV ji nazvala jednou z nejlepších sekvencí v historii pořadu. Futterman byla také nadšená z "Me Against the Music" a zdůrazňovala ne jednoznačnou cestu, kterou se ubírá vztah Brittany/Santana, chválila Morrisiny taneční schopnosti a Riveriny vokály.
Raymund Flandez z The Wall Street Journal kritizoval podání Ley Michele písně "...Baby One More Time" a napsal: "Její vážnost, její nádherný vzhled a její inteligentní hlas naráží proti dechberoucímu zvuku nezvučného popu. Je to jako parodie na YouTube spoof, když se operní zpěvačka snaží zazpívat popěvek hospodské na Oktoberfestu přitažlivěji — tím, že si shodí šaty.
Stack označil "Stronger" jako jeho oblíbené hudební číslo v epizodě, nejen jako nejlepší začlenění hudby od Spears, ale také i sloužila k ději kolem Artieho. Chválil zvýšené užívání Kevina McHala jako zpěváka ve druhé sérii a řekl, že si užívá jeho oduševnělý hlas.